# 광혜병원
광혜병원(廣惠病院)은 부산광역시 동래구 충렬대로 96에 위치한 광혜의료재단 산하 종합병원이다.

## 연혁
- 1982년 9월 29일 광혜병원 개원
- 1992년 11월 25일 의료법인 광혜의료재단으로 법인 설립
- 1993년 5월 7일 병원증축 준공식
- 2012년 12월 17일 병원 상징 이미지 변경